# Bright Eyes / Squadcar 96
A Bright Eyes / Squadcar 96 a Bright Eyes és a Squadcar 96 split lemeze, amelyet 1997-ben adott ki a H-Records és az Aquamudvuv Music Ausztráliában.

## Számlista
| 1.    | Racing Towards The New       | Bright Eyes | 2:20 |
| 2.    | Go Find Yourself A Dry Place | Bright Eyes | 4:37 |
| 3.    | Dusk Soccer                  | Squadcar 96 | 2:20 |
| 4.    | Verandahli Dotslap           | Squadcar 96 | 3:28 |
| 12:45 |                              |             |      |

## Közreműködők

### Bright Eyes
- Conor Oberst – ének, gitár, felvétel

### Squadcar 96
- keverés

- Andrew Sousa – ének, gitár
- Carl Guy – dob
- Dave O’Halloran – basszusgitár
- Matthew Sullivan – gitár
- Pugsley B. Wateringcan – fuvola

### Más zenészek
- Christina Paskulich – klarinét
- Tim Kasher – dob

### Gyártás
- Benton Silla – felvétel, keverés